# 艾哈邁德·奧斯曼
艾哈邁德·奧斯曼（Ahmed Othman，1989年2月25日—）是一名埃及角力運動員，主攻男子古典式85公斤級項目。他曾獲得非洲運動會男子古典式98公斤級冠軍。

## 外部連結
- International Wrestling Datbase